# Lugii

El Imperio romano bajo el gobierno del emperador Adriano, mostrándose la localización de los Lugii entre los ríos Viadua (Óder) y Vístula.

Los lugii, también denominados como Lugi, Lygii, Ligii, Lugiones, Lygians, Ligians, Lugians o Lougoi, eran una gran confederación tribal mencionada por los autores romanos que vivían en torno a los años 100 a. C. y 300 de la era común al norte de los Sudetes, en Europa Central, en la cuenca de los ríos Óder y Vístula, que cubren el sur de la actual Polonia. La mayoría de los arqueólogos identifican a los lugianos con la cultura Przeworsk. Mientras que posiblemente celtas, influenciados en los primeros tiempos de los romanos, eran considerados como germánicos a finales del siglo I.
Jugaron un papel importante en la parte media del Camino de Ámbar desde Sambia, en el mar Báltico, hasta las provincias del Imperio romano de Panonia, Norico y Recia. Una tribu del mismo nombre, que se suele escribir como lugi, habitaba en la región norteña de Sutherland, en Escocia. Los lugii han sido identificados por muchos historiadores modernos como el mismo pueblo que los vándalos, con los que sin duda deben haber estado fuertemente vinculados durante la época romana.